# テミスの求刑
『テミスの求刑』（テミスのきゅうけい）は、大門剛明の推理小説。2014年8月25日に中央公論新社から単行本が発刊された。
実父の殺害事件が冤罪疑惑に巻き込まれてしまった真相に、主人公が立ち向かっていくリーガルサスペンス小説。
2015年に、WOWOWの連続ドラマWで仲里依紗主演でテレビドラマ化された。

## あらすじ
平川星利菜は静岡地方検察庁に勤務する検察事務官。
亀山交番に勤務する星利菜の父平川章造は、3年前に何者かにより撲殺された。澤登健太郎が容疑者として逮捕され、犯行を自供した。澤登は有罪判決を受けて投獄されたが、自分は冤罪だと訴えたまま獄中で自殺してしまう。
その数日後、検事室に星利菜の上司である田島亮二が人殺しだという電話がかかってきた。ほどなくして、独自の調査で真犯人を突き止めていた澤登の担当弁護士黒宮が遺体で発見される。現場の防犯カメラには、血まみれのナイフを握り、返り血を浴びた田島の姿が映っていた。田島は犯人として逮捕される。
田島は無罪を主張。しかし、なぜ血まみれのナイフを持って監視カメラに映っていたのかという問いには黙秘を続けていた。
星利菜は父の殺害事件について再度調べ始めるが、父の捜査ノートと黒宮の手帳から牧原智也という人物が浮かび上がる。星利菜は話を聞くために牧原の自宅に会いに行くが、一方的に断られてしまったため、星利菜は連絡先を残して帰った。
ある日突然牧原から連絡があり、知っていることをすべて話すと言われ、静岡駅で待ち合わせることになったが、星利菜が待ち合わせ場所に向かうと、そこには牧原の遺体があった。
すべての事件をもう一度振り返った星利菜の脳裏に、ある人物が浮かび上がる。星利菜は真相の解明に動き始めた。

## 登場人物
平川 星利菜
検事志望で司法試験を受けたこともある若手検察立会事務官。3年前に警官だった父親を殺害された過去を持つ。父親の事件の担当検事の田島亮二を尊敬し、彼に仕える。
田島 亮二
被疑者を自白に追い込むのを得意とする“割り屋”の異名をとる、検察庁きってのエース。犯罪者を野放しにすることを決して許さない。星利菜の父の殺害事件でも担当検事として澤登健太郎から自白を引き出したが、冤罪だった可能性が浮上。真犯人を追及していた沢登の担当弁護士の黒宮が殺害され、警察に追われる身となる
滝川 要
田島の後任として東京地検から呼び寄せられた敏腕検事。一癖ある人物だが、田島が認めていたほど検事としての腕は一流。星利菜を立会事務官とし、田島が容疑者となる弁護士殺しの担当を引き受ける。
黒宮 和彦
星利菜の父の殺害事件で被告の澤登健太郎の弁護を担当。沢登の無実を証明するため、真犯人を追及するも殺害される。
水谷 康介
星利菜の父である章造と仕事をともにしていた所轄の地域課巡査部長。
深町 代言
凄腕の弁護士。田島が罪に問われることがあれば弁護したいと自ら申し出る。
澤登 健太郎
星利菜の父を殺害した容疑で逮捕された。星利菜の父に車上荒らしの疑いで事情聴取をされていた人物であった
澤登 栄太郎
服役中に無実を訴えて自殺した澤登健太郎の父。息子の無実を信じている

## 書籍情報
- 単行本：中央公論新社、2014年8月25日、ISBN 9784120046407

## テレビドラマ
2015年5月10日から5月31日まで、WOWOW「連続ドラマW」の日曜オリジナルドラマで放送された。全4回。
“冤罪の償い”をテーマとした社会派ドラマかつ2つの殺人事件を追うリーガルサスペンス作品。静岡県裾野市ではエキストラ300人を動員した大規模なアクションシーンが撮影された。
2015年12月にDVD化された。

### キャスト

#### 検察庁
平川星利菜
演 - 仲里依紗
静岡地方検察庁勤務。田島検事の立会事務官。かつて警察官の父を殺されている。章造殺害容疑で逮捕された健太郎を自白させた田島を尊敬している。妹の穂乃果と二人暮らし。
田島亮二
演 - 岸谷五朗
静岡地方検察庁の三席検事。有能で正義感が強い。かつて章造の事件を担当し、被疑者の健太郎を自白させ有罪にした。
その後、黒宮弁護士殺害事件の被疑者として逮捕される。
滝川要
演 - 杉本哲太
検事。田島が殺人事件の被疑者となったため、後任として東京から赴任。被疑者の取り調べでは無言でボールペンを机にコツコツ叩き、被疑者が自ら罪の告白をするのを待つ独特のスタイルを取る。
宇佐美亮輔
演 - モロ師岡
静岡地方検察庁の次席検事。
久我俊之
演 - 大鷹明良
静岡地方検察庁の検事正。静岡地検の長。
鴻池彩華
演 - 音月桂
静岡地方検察庁の事務官。星利菜の先輩。田島が人殺しだ、との匿名電話を受けた星利菜から相談を受け、電話の声は栄太郎だと教える。

#### 平川家
平川章造
演 - 螢雪次朗
星利菜の父。弥生町交番勤務の警察官だったが、勤務中、何者かによって撲殺されている。生前、取り調べた相手をすぐに逮捕せず、期限を切って自主するよう促していた。
平川穂乃果
演 - 堀田真由
星利菜の妹。水谷に好意を抱いている。

#### 静岡県警
水谷康介
演 - 高岡奏輔
静岡県警地域課巡査部長。章造の元同僚で、星利菜や穂乃果とも旧知の仲。健太郎の実家がいたずらされないよう、時々見回っている。
村上颯太
演 - 東根作寿英
静岡県警刑事。黒宮殺害事件の捜査にあたる。

#### 澤登家
澤登健太郎
演 - 山根和馬
章造殺害容疑で逮捕され、自供し有罪判決を受ける。しかし服役して半年ほどで無罪を主張するようになり、その後、獄中で首吊り自殺している。
澤登栄太郎
演 - 世良公則（特別出演）
健太郎の父。建具店を営んでいた。健太郎の無罪を信じている。
栄太郎の妻
演 - 赤間麻里子
健太郎の母。健太郎が逮捕されてから体調を崩し、現在は寝込んでいる。

#### その他
黒宮和彦
演 - 佐藤二朗
黒宮弁護士事務所を営む弁護士。田島の司法修習時の同期。かつて章造の事件で健太郎を弁護していた。健太郎が無実を主張して自殺した事で、冤罪ではないかと疑い調査を始める。その件で田島と接触した後、事務所で何者かに刺殺される。
深町代言
演 - 袴田吉彦
東京の弁護士。過去に田島と裁判で争い負けた事がある。黒宮弁護士殺害事件で田島の弁護を担当する。
牧原智也
演 - 遠藤雄弥
かつて章造に取り調べられ、自主するよう諭されていたが、しなかった男。何者かに怯えるように逃亡している最中に、自分が章造を殺した、保護して欲しいと星利菜に電話してくる。
ショウコ
演 - 中野若葉
田島の義妹。多忙な田島に頼まれ、よく姪の花凛を預かっている。
田島花凛
演 - 田牧そら
田島の娘。

#### ゲスト

##### 第1話
青山ハヤト
演 - 水澤紳吾
田島が担当するイベント会場爆破事件の被疑者。証券会社勤務。
被疑者
演 - 森下能幸
田島が担当するひき逃げ事件の被疑者。事件の10時間後に自ら出頭している。

##### 第2話
記者
演 - 山藤美智
田島の立て籠もり事件を伝えるテレビの記者。
被疑者
演 - 二木二葉
滝川が担当する窃盗事件の被疑者。終始無言のままペンを机にコツコツと叩かれ、耐え切れずに自白する。

##### 第3話
弁護側証人
演 - 松本海希
黒宮殺害事件のあった夜に、事件現場近くで栄太郎を見たと証言する。

### スタッフ
- 原作 - 大門剛明
- 監督 - 権野元
- 脚本 - 久松真一、香坂隆史
- 音楽 - 梅野悠大
- チーフプロデューサー - 青木泰憲
- プロデューサー - 岡野真紀子、加納貴治、水岸康晴、吉田使憲
- 制作協力 - アズバーズ[7]
- 製作著作 - WOWOW

### 放送日程
| 放送回 | 放送日  | サブタイトル |
| ------ | ------- | ------------ |
| 第1話  | 5月10日 |              |
| 第2話  | 5月17日 |              |
| 第3話  | 5月24日 |              |
| 第4話  | 5月31日 |              |

| WOWOW 日曜オリジナルドラマ 連続ドラマW | WOWOW 日曜オリジナルドラマ 連続ドラマW | WOWOW 日曜オリジナルドラマ 連続ドラマW |
| 前番組                                 | 番組名                                 | 次番組                                 |
| -------------------------------------- | -------------------------------------- | -------------------------------------- |
| スケープゴート （2015.4.12 - 5.3）     | テミスの求刑 （2015.5.10 - 5.31）      | 予告犯 -THE PAIN- （2015.6.7 - 7.5）   |